# Juan María Medina Ayllón
Juan María Medina Ayllón, (Villanueva de la Reina (Jaén), 17 de agosto de 1943) é um escultor espanhol.

## Biografia

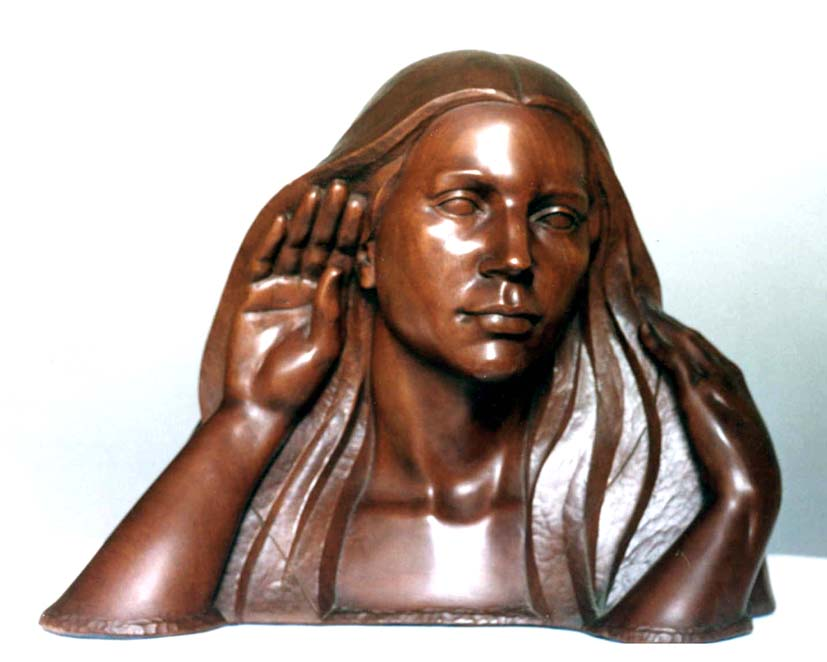
Sensibilidad de Medina Ayllón.

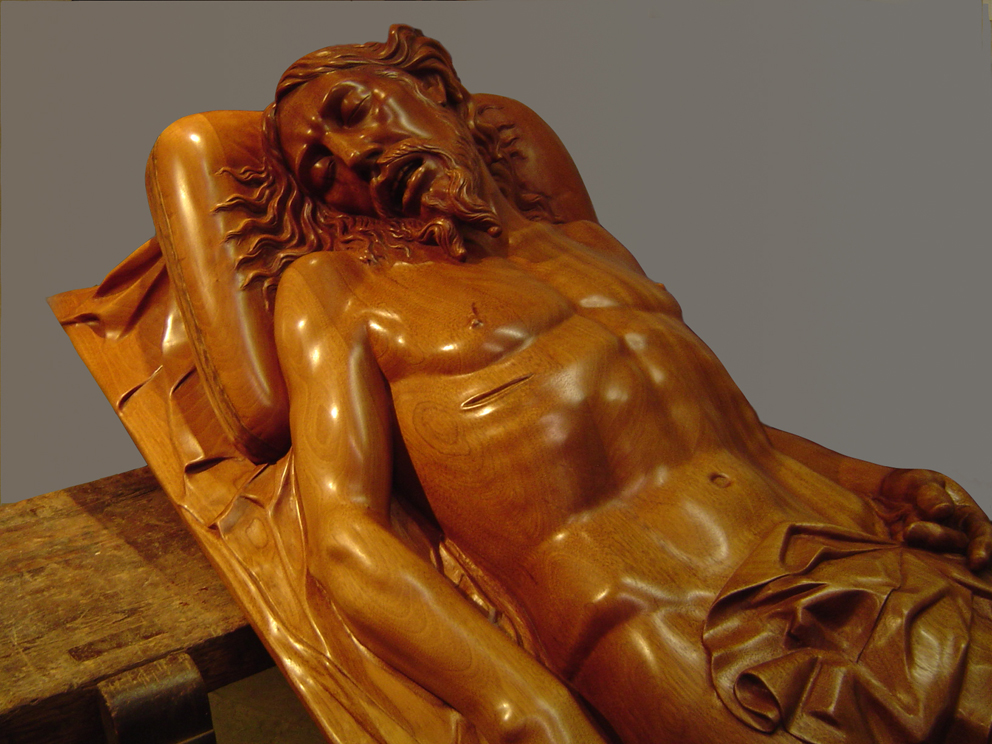
Cristo Yacente de Medina Ayllón.

No ano 1962 se estabeleceu em Barcelona, onde estudou na Escola Llotja e se licenciou na faculdade de Belas artes de San Jorge da Universidade de Barcelona. Desde 1987 é professor de Talha de Madeira no departamento de escultura da escola Llotja.
Realizou exposições em diversos países europeus e americanos, bem como encomendas como o Cristo Ressuscitado para a igreja de San Paciano em Sant Andreu de Palomar, monumento em San Julià de Llor i Bonmatí (Gerona) ao fundador do município, a reconstrução de duas coroas góticas para o Salão do Conselho de Cento da Casa da Cidade de Barcelona, os modelos dos anjos-lustre para o Teatro da Velha Opera de Frankfurt e um Cristo Yacente para a prefeitura de Villanueva de la Reina, (Jaén).
É autor de um livro sobre talha de madeira, de caráter didático, no que além de um completo número de exercícios para progredir no campo da talha se explica a novidade do "método Medina" para ampliação por pontos de uma escultura.
Suas obras podem ser encontradas nos seguintes locais:
- La Primavera,  Museu de Belas Artes. Asunción (Paraguay)
- Eva,  Museu de escultura. Kemijärvi (Finlândia)
- Contraposición,  Museu Nacional de Arte. Bahrein
- Primavera,  Bardonecchia-Torino (Italia)
- Cuatro elementos,  St. Blasien (Alemanha)
- El Atleta, Parque Los Barrancos em Alloza (Teruel)